# Mahu (Mali)
Mahu é uma vila e comuna rural da circunscrição de Iorosso, na região de Sicasso ao sul do Mali. Segundo censo de 1998, havia 11 925 residentes, enquanto segundo o de 2009, havia 16 212. A comuna inclui 4 vilas.